# Авдеев, Василий Дмитриевич
Васи́лий Дми́триевич Авде́ев («Дед Максим», «Донской», «Черноморский»; 1 [13] января 1898, Пески, Московская губерния — март 1944, Одесса) — руководитель крупнейшего в Сталинской области партизанского отряда, руководитель партизанских отрядов Одессы, кавалер двух орденов Красного Знамени. До отправки на фронт был осужден как фальсификатор и вредитель.  

## Биография
Родился 1 (13) января 1898 года на станции Пески Московско-Казанской железной дороги в семье железнодорожника. Русский. Окончил реальное училище и фельдшерские курсы во время прохождения военной службы в Сызрани. В декабре 1917 года демобилизовался и вступил в военную организацию большевиков (член РКП(б) с 1918 г.). В 1918 году поступил на службу в уездную милицию как старший агент уголовного розыска. Получил семь ранений, был контужен. Участвовал в Гражданской войне в России, воевал против войск А. И. Деникина, участвовал в подавлении антибольшевистского восстания крестьян в Симбирской губернии.
После Гражданской войны служил до конца 1927 года в Симбирской губернской чрезвычайной комиссии, в 1930-е годы занимал руководящую должность в Полномочном представительстве ОГПУ СССР в Средней Азии. С 1934 по 1936 год был помощником начальника секретно-политического отдела, а с 1936 года  — начальником СПО. До марта 1938 года - помощник начальника СПО УГБ НКВД Киргизской ССР; затем отозван в распоряжение ОК НКВД СССР. Старший лейтенант государственной безопасности (07.04.1936). В июне 1938 года Авдеев был откомандирован в УНКВД по Тамбовской области в должности начальника 9-го отдела. Арестован в январе 1939 года и три года находился под следствием ( на основании показаний наркома НКВД КиргССР И. П. Лоцманова, его заместителя М. Б. Окунева и начальника СПО НКВД КиргССР  Г. С. Идашкина, осужденных в 1940 году к расстрелу за грубейшие нарушения законности и фабрикацию дел). 15 июля 1941 года был приговорён к расстрелу с формулировкой «за участие в право-троцкистской террористической организации и вредительство в органах внутренних дел».
В камере смертников подал прошение направить его на фронт. 18 февраля 1942 года это прошение было удовлетворено; направлен в действующую армию. В конце 1942 года Авдееву было присвоено звание старшего лейтенанта медицинской службы. Оказавшись в окружении, был взят в плен и содержался в лагере для военнопленных около Ростова-на-Дону, где организовал подпольную группу из пленных. В январе 1943 года совершил побег при помощи действовавшего в этом районе партизанского отряда Михаила Трифонова. В партизанском отряде Трифонова становится руководителем штаба..
В мае 1943 года две диверсионные группы во главе с Авдеевым и Трифоновым были заброшены на территорию Сталинской области в районе Великоанадольского леса. Во время десанта группы разделились, группа Трифонова погибла, а из группы Авдеева остался он сам и радист. Авдеев с радистом переместились в Будённовский район Сталино и с июня 1943 года начали формировать подпольную группу, которая со временем стала крупнейшим партизанским отрядом в Сталинской области. В сентябре 1943 года отряд Авдеева насчитывал 170 человек. Отряд занимался уничтожением боевой техники и складов с боеприпасами противника, диверсионной деятельностью на железной дороге.
После освобождения Сталино 16 января 1944 года группа Авдеева была заброшена в Одессу. Он наладил связь с местными подпольщиками и создал партизанские отряды в каждом районе. Немцы объявили награду в 15 тысяч марок за поимку Авдеева, известного под прозвищем «Черноморский». 2 марта 1944 года был опознан и при попытке задержания около дома № 77 на Преображенской улице был ранен и взят в плен. Во время допроса в госпитале покончил с собой, с размаху ударившись виском о железную спинку больничной койки. Был похоронен на Аллее Славы в парке имени Т. Г. Шевченко.

## Память
- В честь Авдеева названы улицы в Одессе и посёлке Базарный Сызган.
- На месте захоронения установлена надгробная доска.
- На месте его ранения открыта мемориальная доска[3].